# Gene McDaniels
Gene McDaniels, eigentlich Eugene Booker McDaniels (* 12. Februar 1935 in Kansas City, Kansas; † 29. Juli 2011 in Kittery Point, Maine), war ein US-amerikanischer Popmusiksänger, Komponist und Musikproduzent.

## Leben
Eugene McDaniels begann schon als kleines Kind im Kirchenchor zu singen, und mit elf Jahren wurde er Mitglied in einem Gospelquartett. Er wuchs in Omaha, Nebraska, auf und studierte am dortigen Musik-Konservatorium. Als das Gospelquartett nach New York ging, wurde McDaniels Leiter der Gruppe. 1954 siedelte McDaniels nach Los Angeles um, wo er sich in den Jazzclubs schnell einen guten Namen als Jazzsänger machte.
Seinen ersten Plattenvertrag schloss McDaniels im Jahre 1960 bei Liberty Records ab, wo Tommy Gerret sein Produzent wurde, der ihn mit Werken aus dem Brill Building u. a. von Burt Bacharach und Carole King versorgte. Im Frühjahr 1961 konnte McDaniels, dessen Vorname auf den Plattenlabels mit Gene angegeben wurde, mit dem Popsong auf seiner dritten Single A Hundred Pounds of Clay einen Spitzenhit landen, der ihn bis auf den dritten Platz der amerikanischen Charts brachte. Im Herbst desselben Jahres kam er mit Tower of Strength auf den fünften Platz. Die Plattenerfolge dauerten bis in das Jahr 1963, in dieser Zeit konnten sich die Platten von Gene McDaniels sieben Mal in den Top 100 platzieren. 1962 spielte er zusammen mit Chubby Checker, Gene Vincent und Del Shannon in dem britischen Film It’s Trad Dad mit, in dem auch sein Song Another Tear Falls vorkam. Eine Tournee durch Australien verlief unbefriedigend, und so konzentrierte sich McDaniels weiter auf seine Plattenproduktionen.
1965 lief sein Plattenvertrag bei Liberty aus und nach zwei erfolglosen Plattenaufnahmen bei Columbia Records ließ er sich erneut in New York nieder und machte wieder Jazzmusik, unter anderem mit Herbie Hancock. 1967 ging McDaniels für zwei Jahre nach Europa und betätigte sich dort als Songschreiber. Diese Tätigkeit bestimmte seine Karriere auch nach der Rückkehr in die Staaten. Er schloss mit der Plattenfirma Atlantic Records einen Vertrag als Sänger und Komponist und hatte 1974 mit dem von Roberta Flack gesungenen Titel Feel Like Makin’ Love einen Nummer-eins-Hit. Zwischen 1974 und 1979 war McDaniels auch als Produzent aktiv und arbeitete mit mehreren namhaften Solisten, so Nancy Wilson und Gladys Knight zusammen. 1996 gründete er zusammen mit Carolyn E. Thompson eine eigene Firma, die Numoon Disc Company.
Gene McDaniels starb am 29. Juli 2011 nach kurzer Krankheit im Alter von 76 Jahren in seinem Haus in Kittery Point.

## Diskografie

### Alben
- 1960: In Times Like These (Liberty 3146)
- 1960: Sometimes I’m Happy Sometimes I’m Blue (Liberty 3175)
- 1961: 100 Lbs. of Clay! (Liberty 3191)
- 1961: Tower of Strength (Liberty 3215)
- 1962: Sings Movie Memories (Liberty 3204)
- 1962: Hit After Hit (Liberty 3258)
- 1963: Spanish Lace (Liberty 3275)
- 1963: The Wonderful World of Gene McDaniels (Liberty 3311)
- 1966: The Facts of Life (Sunset 5122)
- 1970: Outlaw (Atlantic 8259)
- 1971: Headless Heroes of the Apocalypse (Atlantic 8281)
- 1975: Natural Juices (Ode 77028)
- 1983: The Mack (Original Soundtrack) (mit Alan Silvestri; ALA 1995)
- 2004: Screams and Whispers (Genepool 235)

### Kompilationen
- 1967: Golden Greats (Liberty 3502)
- 1975: The Very Best of Gene McDaniels (United Artists LA447-E)
- 1985: A Hundred Pounds of Clay & Other Hits (EMI America Special Products)
- 1992: The Best of Gene Mcdaniels: A Hundred Pounds of Clay (Liberty 99998)

### Singles
| Jahr | Titel Album                                                          | Höchstplatzierung, Gesamtwochen, AuszeichnungChartplatzierungen (Jahr, Titel, Album, Platzierungen, Wochen, Auszeichnungen, Anmerkungen) | Höchstplatzierung, Gesamtwochen, AuszeichnungChartplatzierungen (Jahr, Titel, Album, Platzierungen, Wochen, Auszeichnungen, Anmerkungen) | Höchstplatzierung, Gesamtwochen, AuszeichnungChartplatzierungen (Jahr, Titel, Album, Platzierungen, Wochen, Auszeichnungen, Anmerkungen) | Anmerkungen |
| Jahr | Titel Album                                                          | UK | US | R&B | Anmerkungen |
| ---- | -------------------------------------------------------------------- | --- | --- | --- | --- |
| 1961 | A Hundred Pounds of Clay 100 Lbs. of Clay!                           | — | US3 (15 Wo.)US | R&B11 (5 Wo.)R&B | Erstveröffentlichung: Februar 1961 Liberty 55308 Autoren: Bob Elgin, Luther Dixon, Kay Rogers                            |
| 1961 | A Tear Tower of Strength                                             | — | US31 (8 Wo.)US | — | Erstveröffentlichung: Juni 1961 Liberty 55344 Autoren: Willie Denson, Luther Dixon                                       |
| 1961 | Tower of Strength                                                    | UK49 (2 Wo.)UK | US5 (13 Wo.)US | R&B5 (8 Wo.)R&B | Erstveröffentlichung: September 1961 Liberty 55371 Autoren: Burt Bacharach, Bob Hilliard                                 |
| 1962 | Chip Chip Hit After Hit                                              | — | US10 (11 Wo.)US | — | Erstveröffentlichung: 29. Dezember 1961 Liberty 55405 Autoren: Arthur Resnick, Cliff Crofford, Jeff Barry                |
| 1962 | Funny Tower of Strength                                              | — | US99 (1 Wo.)US | — | Erstveröffentlichung: April 1962 Liberty 55444 Autor: Lawrence Holofcener                                                |
| 1962 | Point of No Return Hit After Hit                                     | — | US21 (10 Wo.)US | R&B23 (4 Wo.)R&B | Erstveröffentlichung: Juli 1962 Liberty 55480 Autoren: Gerry Goffin, Carole King                                         |
| 1962 | Spanish Lace                                                         | — | US31 (9 Wo.)US | — | Erstveröffentlichung: September 1962 Liberty 55510 Autoren: Doc Pomus, Mort Shuman                                       |
| 1963 | It’s a Lonely Town (Lonely Without You) It’s Trad, Dad! (Soundtrack) | — | US64 (7 Wo.)US | — | Erstveröffentlichung: 1. Juli 1963 Liberty 55597 vom Soundtrack des Films Twen-Hitparade Autoren: Doc Pomus, Mort Shuman |

Weitere Singles
- 1960: In Times Like These (Liberty 55231; VÖ: Januar)
- 1960: Green Door (Liberty 55265; VÖ: August)
- 1961: Take Good Care of Her (VÖ: Mai)
- 1961: The Exciting Gene McDaniels (EP; VÖ: August)
- 1963: The Puzzle (Liberty 55541; VÖ: Februar)
- 1963: Anyone Else (Liberty 55637; VÖ: 4. Oktober)
- 1964: Make Me a Present of You (Liberty 55723; VÖ: August)
- 1964: (There Goes The) Forgotten Man (Liberty 55752; VÖ: November)
- 1965: Walk with a Winner (Liberty 55805; VÖ: Juni)
- 1965: Will It Last Forever (Liberty 55834; VÖ: September)
- 1966: Something Blue (Columbia 43800; VÖ: 17. Oktober)
- 1967: The Touch of Your Lips (Columbia 44010; VÖ: 6. Februar)
- 1971: Tell Me Mr. President (als Eugene McDaniels; Atlantic 2805; VÖ: Mai)
- 1973: River (MGM K 14613; VÖ: August)
- 1975: Lady Fair (Ode 66107; VÖ: Februar)